# Gaithersburg
Gaithersburg är en stad i Montgomery County, Maryland. 2010 hade staden 59 933 invånare, vilket gör det till den fjärde största staden efter Baltimore, Frederick och Rockville. En av de största arbetsgivarna är National Institute of Standards and Technology med omkring 3000 anställda forskare och ett tusental gästforskare.

## Kända personer från Gaithersburg
- Mark Bryan - Basist i Hootie & the Blowfish.
- Reese Forbes - Professionell skateboardåkare från Montgomery Village.
- Hank Fraley - Amerikansk fotbollsspelare i Cleveland Browns.
- Judah Friedlander - Skådespelare, mest känd för sin roll i 30 Rock.
- Paul James - Skådespelare, mest känd för sin roll i Greek
- Logic (musiker) - Rapartist